# Метод газифікації під тиском (Лурги)
Метод газифікації під тиском (Лурги) - газифікація вугілля під тиском у стаціонарному шарі на парокисневому дутті.

## Вступ
У США передбачається будівництво великої кількості установок процесу Лурги, однак це зовсім не означає, що даний процес необхідно відносити до найбільш вагомих. Процес Лурги розглядається в спеціальному розділі разом з іншими досить перспективними методами газифікації, які технологічно повністю опрацьовані і можуть бути використані для виробництва зріженого природного газу (ЗПГ). Основний упір в цій галузі робиться на нові напрямки газифікації, які опрацьовуються в США з метою використання резервів кам'яного вугілля і пом'якшення наслідків очікуваного скорочення споживання природного газу.
Застосування водню як моторного палива для автомобільних двигунів значною мірою визначає можливість його отримання у великих кількостях, порівнянних з витратами, що мають місце при отриманні високооктанових бензинів. У цьому напрямку в більшості високорозвинених країнах ведуться інтенсивні пошуки високоефективних способів отримання водню. Найближчою промислової перспективою виробництва водню буде його отримання шляхом газифікації вугілля. Пояснюється це тим, що запаси вугілля досить великі і їх використання шляхом газифікації найдоцільніше як з економічної, так і з екологічної точок зору. Найбільш поширеним методом газифікації вугілля є процес Лурги - газифікація під тиском в стаціонарному шарі на парокисневому дутті. Перспективним також представляється спосіб отримання водню з води в термохімічних замкнутих циклах з використанням низько потенційного тепла ядерних реакторів. Важливе місце в отриманні водню відводиться електролізу води шляхом використання надлишкової потужності електростанцій в періоди їх мінімального завантаження. Таке комбінування електроенергетики системи виробництва та акумулювання водню дозволить використовувати електростанції в економічному режимі.

## Опис процесу
Сире вугілля спочатку відмивають, дроблять, класифікують і при необхідності сушать. Потім його подають в газогенератор через періодично працюючий шлюз, механічно розподіляючи. При газифікації вугілля спікається для цього передбачається розподільник зі спеціальним пристроєм, який розпушує шар вугілля в процесі підігріву і вигазовуваня що перешкоджає спіканню коксу у великі шматки.
Газифікація здійснюється при тиску близько 30 бар з використанням парокисневої суміші, яка вдувається в реактор через обертово-колосникові ґрати. Лежачий на решітці шар золи забезпечує рівномірний розподіл і підігрів газифікованого агента. У тонкій зоні горіння газифікованний агент нагрівається до реакційної температури близько 6ОО-700 С °). Потім переважно йде газифікація водяною парою, а у наступній зоні здійснюються дегазації та гідрогазфікація вугілля (при 500-600 С°). Далі сирий газ підсушується вугіллям, повільно рухомим вниз, потім при температурі між 300 і 800 С° (залежно від типу вугілля) він залишає газогенераторнератор який виконаний у вигляді посудини з подвійною стінкою з випаровувальним водяним охолодженням під тиском. Зола періодично видаляється через шлюзовий бункер в нижній частині гененератора.
Газ, що виходить з реактора, охолоджується водою в промивальному охолоджувачі до температури 180-200 ° С. При цьому відмиваються винесені з газогенератора вугільний пил і смола. Далі в котлі виробляється пар низького тиску (5-7 бар). При цьому температура газу знижується на 20-30°С. Частина газованої води, відокремленої в котлі-утилізаторі, подається до включеного промивного охолоджувача. Крім того при обробці газу в промивальному охолоджувачі конденсується легка фракція. Надлишкова газована вода і пилесмолова суспензія з промивного охолоджувача піддаються спільній обробці в смоло-відділювачі.
Виділена запилена смола знову подається в газогенератор на верхній шар вугілля. Він ефективно виконує роль уловлювача пилу, котрий потім піддається піролізу.
Оскільки склад сирого газу визначається експлуатаційними параметрами газогенератора, які в свою чергу вибираються з точки зору оптимальності процесу газифікації, в більшості випадків утворюється газ з співвідношенням Н / СО, яке не годиться для подальшого використання. У зв'язку з цим фірма «Лурги» розробили процес конвертування неочищеного газу. Застосовуваний для цього каталізатор надає одночасно гідрруючу дію, так що залишилися в сирому газі вищі вуглеводні, синильна кислота гідруются, а газовий бензин дісульфуріруеться що значно полегшує подальшу переробку. Спеціальну подачу пари, необхідну для конверсії, не потрібно, так як неразклавшася газифікаційна пара достатньа для того щоб знизити остаточний вміст СО до 4.5%.
Частина потоку сирого газу піддається конверсії в дві стадії при 440 і 400 °С. відведенне тепло використовується для виробництва пари низького тиску. Головна перевага данног процесу полягає в тому. Що для конверсії неочищеного газу не потрібна подача додаткових реагентів.
Подальша газоочистка здійснюється за допомогою ректілизойного відмивання, як правило, в два ступені. Як вімивну рідину використовують органічні розчинники (переважно метанол) при температурі від 0 до -50° С. На першому єтапі відмиваеться газовий бензин та інші вищі вуглеводні, а також залишкова водяна пара і аміак. Розчинник звільняється від розчинених органічних речовин і потім регенерується за допомогою дистиляції. На другому ступені відмивання видаляються.

## Підсумок
Розглянута технологія є тільки одним з варіантів з очищення газів. Крім неї, фірма Lurgi розробила ще цілий набір індивідуальних і типових рішень для очищення газів. У цей спектр входять різноманітні "сухі" і "мокрі" технології. Відповідність вимогам тих чи інших проектів досягається за рахунок використання різних комплектуючих і складових частин очисних систем.
Проектування і будівництво установок для очищення газу не є єдиною сферою діяльності фірми Lurgi. До числа інших розроблюваних напрямків відносяться будівництво споруд для сушіння бурого вугілля, зберігання та очищення води, електростанцій та інших промислових об'єктів. Цікавим і перспективним напрямком також є проектування та зведення споруд для отримання промислового газу з біомаси та відходів. Практично у всіх цих розробках був використаний принцип циркуляційного дії теплоносія.
Проектування систем і установок з переробки відходів стало логічним наслідком нових екологічних віянь у Західній Європі. В даний час фірмою Lurgi вже розроблені та випробувані на практиці кілька типів таких систем. У різних регіонах Німеччини та інших європейських країн фірмою побудовані споруди для утилізації та переробки твердих промислових відходів, побутового сміття, відходів будівельного виробництва і т. д. Відносно новим технологічним напрямом є суміщення установок по одержанню промислового газу з біомаси та відходів з ваннами з очищення газу в єдиний техніко-конструктивний комплекс. Більш традиційне і часто вживане рішення - це будівництво споруд для спалювання твердих промислових відходів, яке також активно розробляється фірмою Lurgi. Протягом останніх років фірмою було побудовано кілька великих комплексів (з середньою продуктивністю +9000 000 м 3 на рік) в Нідерландах і Великої Британії, що працюють за цим принципом.
Що стосується водоочисних споруд, розроблюваних фірмою, то в цій області перевага віддається найсучаснішим механічним, хіміко-фізичним і біологічним методам очищення. Більшість цих методів дозволяє підготувати ґрунтові або "поверхневі" води для використання в мережах питного водопостачання. У комплексі з очисними спорудами також використовуються охолоджувальні установки і накопичувальні резервуари.